# Ngwenya (Eswatini)
Pour les articles homonymes, voir Ngwenya.

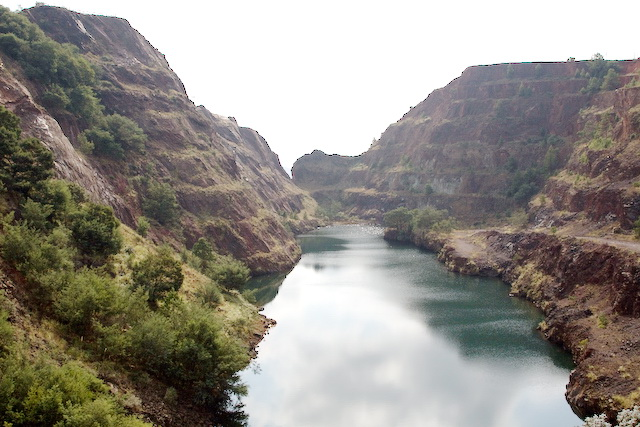
Mine de Ngwenya.

Ngwenya est une ville de l'ouest de l'Eswatini, située dans le district de Hhohho, près de la frontière avec l'Afrique du Sud, au nord-ouest de Mbabane, sur la route MR3. La ville sud-africaine située en face de Ngwenya est Oshoek, dans la province de Mpumalanga. En 1997, elle comptait 842 habitants.
Ngwenya est connue pour sa verrerie et ses œuvres d'art. Le Parc national de Malolotja se trouve près de la ville.